# Зимницы Нагорные
Зи́мницы Наго́рные — деревня в Палехском районе Ивановской области, России. Входит в состав Пановского сельского поселения.

## География
Расположена в северо-восточной части Палехского района в 2 км к северу от д. Паново, и в 2,5 км от автодороги М7 «Волга» Иваново-Нижний-Новгород.

## Население
| 1859 | 1905 | 2010 |
| ---- | ---- | ---- |
| 202  | ↘68  | ↘2   |